# アイログ
アイログ (ILOG) は、企業向け用途で用いられているサプライチェーン・ビジネスルール・可視化・最適化ソフトウェアを開発しているIBMの子会社のソフトウェアベンダーである。
C++・C#・.NET Framework・Java・Ajax・Adobe Flex / AIRなどのいくつかのソフトウェアプラットフォームをサポートしている。フランスのパリで1987年に設立され、Gentillyとカリフォルニア州サニーベールに本社を置いた。オーストラリア・中華人民共和国・ドイツ・日本・シンガポール・イギリスにも主要なオフィスを構えている。1997年にCPLEXオプティマイゼーション (CPLEX Optimization Inc.) を買収してCPLEX数理計画ソフトウェアをラインナップに加え、また2007年にロジックツールズ (LogicTools) を買収してサプライチェーンソフトウェアをラインナップに加えている。2009年1月、IBMにより買収された。

## 主要製品
アイログの主な製品としては以下のようなものがある。
ILOG JRules
自動的に意思決定を実行するアプリケーションに適用されるロジックを、管理者・IT担当者の双方が編集することができるようにするビジネスルール管理システム (BRMS: Business Rule Management System)である。
ILOG CPLEX
数理計画問題を解く最適化ソフトウェアである。
ILOG JViews
Javaによる可視化開発システムで、ガントチャート・グラフ・地図・ダイヤグラムなどをサポートするアドオンがある。
ILOG Elixir
Adobe Integrated RuntimeおよびAdobe Flexプラットフォーム向けのコンポーネントである。

## 企業
アイログは国際的なソフトウェア会社で、ビジネスルール管理システム・最適化・可視化ソフトウェアコンポーネント・サプライチェーンアプリケーションなどを開発・販売・サポートしている。アイログは事業拠点を9ヶ国においているが、主要な拠点は以下の2箇所である。
- フランス Gentilly - パリ郊外の小さな町である。
- アメリカ合衆国 カリフォルニア州サニーベール - サンフランシスコの南、シリコンバレーにある。

## 歴史
1987年、アイログはソフトウェアを開発している会社に対して、ソフトウェアコンポーネントのライセンスを開始した。これらの顧客は、自身が開発しているソフトウェアに新しい機能を追加するために、アイログのコンポーネントのライセンスを購入していた。このソフトウェアコンポーネントは当初LISP言語で開発されており、ソフトウェア業界の技術進歩にともなって1992年にC++に移植された。
アイログは1993年にILOG ViewsとILOG Solverという2つの新製品を投入した。ILOGの顧客は、可視化インターフェイスを作成するためにViewsを、資源配分アプリケーションを開発するためにSolverを利用した。1995年まで、アイログの売り上げはヨーロッパ、なかでもフランスに集中していた。1995年にアメリカとアジアに営業拠点を設置したことにより、売り上げが全世界的に伸び始めた。
1997年に、サプライチェーン関連向けの線形計画ソフトウェア製品を提供していた、ネバダ州インクラインビレッジにあるCPLEXオプティマイゼーション (CPLEX Optimization, Inc.) を買収した。1990年代末、ソフトウェア業界の進歩に伴って再度、製品のJavaバージョンの導入を始めた。また1996年に、ソフトウェア技術者が自身のアプリケーションソフトウェアで用いられるルールをうまく管理できるようにする、ビジネスルール管理システム (BRMS) 製品を導入した。オンライン取引や与信管理などの金融関連関係のソフトウェアを開発する部門がアイログのBRMS関連製品の主要な市場である。BRMS関連製品は現在、アイログ最大の売り上げを持つ製品である。
アイログは2004年度に可視化製品に、2005年度にBRMS製品にC#バージョンを導入した。
1997年にNASDAQ市場で新規株式公開をするまで、アイログは内部留保、ベンチャーキャピタルの出資、フランス政府と欧州連合からの無利子融資の組み合わせで資金を得ていた。株式公開により、CPLEXを買収することができた。
1998年にSAP AGがアイログに出資した。現在まで毎年SAPがアイログ最大の顧客となる提携の一環としてSAPの出資が行われた。この提携により、他社と並んでアイログはサプライチェーン管理市場に参入することになった。1998年にアイログはユーロネクスト・パリのヌーボーマルシェに上場し、2005年にユーロネクスト・パリのユーロリストに変更した。

## 近年の動向
2006年10月26日、中国の上海ファーストテックに35 パーセントの所有権と議決権を得た。ファーストテックは中国市場で生産技術と保険関連の製品を開発・販売するシステムインテグレータである。
2006年11月20日、アイログはパリに本社を置く保険業界へのソフトウェアプラットフォームを提供するプリマ・ソリューションズの3分の1の所有権と議決権を得た。
2007年4月11日、シカゴに本社を置くネットワーク設計と在庫最適化に特化したサプライチェーン計画ソフトを提供するロジックツールズを買収完了した。ロジックツールズのアプリケーションはアイログのCPLEX最適化製品をベースにしている。
2008年7月28日、IBMによるアイログ買収の申し入れに関する合意が両者から発表された。2009年1月6日に、IBMによるアイログ買収が完了した。